# Conus monile
Conus monile е вид охлюв от семейство Conidae. Видът не е застрашен от изчезване.

## Разпространение и местообитание
Разпространен е в Бангладеш, Индия (Андамански острови, Андхра Прадеш, Западна Бенгалия, Керала, Никобарски острови, Ориса и Тамил Наду), Индонезия (Суматра), Мианмар, Тайланд и Шри Ланка.
Обитава пясъчните дъна на океани и морета.